# Atletica leggera ai XVII Giochi paralimpici estivi - 100 metri piani T47 maschili
Ai XVII Giochi paralimpici estivi la competizione dei 100 metri piani maschili T47 si è svolta il 30 agosto 2024 presso lo Stade de France di Parigi. Possono partecipare alla gara le atlete appartenenti alle classi T47, T46 e T45.

## Situazione pre-gara

### Record

#### T46-47
Prima di questa competizione, il record del mondo, il record paralimpico e i record continentali T46-47 erano i seguenti.
| Record              | Prestazione | Atleta                    | Data e luogo                        | Competizione                         |
| ------------------- | ----------- | ------------------------- | ----------------------------------- | ------------------------------------ |
| Record mondiale     | 10"29       | Petrúcio Ferreira Brasile | 31 marzo 2022 San Paolo, Brasile    |                                      |
| Record paralimpico  | 10"53       | Petrúcio Ferreira Brasile | 27 agosto 2021 Tokyo, Giappone      | XVI Giochi paralimpici estivi        |
| Record africano     | 10"72       | Adeoye Ajibola Nigeria    | 6 settembre 1992 Barcellona, Spagna | IX Giochi paralimpici estivi         |
| Record panamericano | 10"29       | Petrúcio Ferreira Brasile | 31 marzo 2022 San Paolo, Brasile    |                                      |
| Record asiatico     | 10"74       | Wang Hao Cina             | 27 agosto 2021 Tokyo, Giappone      | XVI Giochi paralimpici estivi        |
| Record europeo      | 10"61       | Michal Derus Polonia      | 27 agosto 2021 Tokyo, Giappone      | XVI Giochi paralimpici estivi        |
| Record oceaniano    | 10"96       | Gabriel Cole Australia    | 24 luglio 2013 Lione, Francia       | Campionati mondiali paralimpici 2013 |

#### T45
Prima di questa competizione, il record del mondo, il record paralimpico e i record continentali T45 erano i seguenti.
| Record              | Prestazione | Atleta                                   | Data e luogo                             | Competizione                             |
| ------------------- | ----------- | ---------------------------------------- | ---------------------------------------- | ---------------------------------------- |
| Record mondiale     | 10"94       | Yohansson Nascimento Brasile             | 6 settembre 2012 Londra, Regno Unito     | XIV Giochi paralimpici estivi            |
| Record paralimpico  | 10"94       | Yohansson Nascimento Brasile             | 6 settembre 2012 Londra, Regno Unito     | XIV Giochi paralimpici estivi            |
| Record africano     | 11"05       | Vitalis Lanshima Nigeria                 | 1º luglio 2006 Atlanta, Stati Uniti      |                                          |
| Record panamericano | 10"94       | Yohansson Nascimento Brasile             | 6 settembre 2012 Londra, Regno Unito     | XIV Giochi paralimpici estivi            |
| Record asiatico     | 11"05       | Yuya Sambongi Giappone                   | 25 giugno 2023 Tottori, Giappone         |                                          |
| Record asiatico     | 11"05       | Zhao Xu Cina                             | 6 settembre 2012 Londra, Regno Unito     | XIV Giochi paralimpici estivi            |
| Record europeo      | 11"46       | Kyle Powell Gran Bretagna                | 7 agosto 2014 Aylesbury, Regno Unito     |                                          |
| Record oceaniano    | 11"97       | Record vacante. Prestazione minima 11"97 | Record vacante. Prestazione minima 11"97 | Record vacante. Prestazione minima 11"97 |

### Campioni in carica
I campioni in carica a livello mondiale erano i seguenti.
| Campione    | Atleta                    | Prestazione | Data e luogo                   | Competizione                         |
| ----------- | ------------------------- | ----------- | ------------------------------ | ------------------------------------ |
| Paralimpico | Petrúcio Ferreira Brasile | 10"53       | 27 agosto 2021 Tokyo, Giappone | XVI Giochi paralimpici estivi        |
| Mondiale    | Petrúcio Ferreira Brasile | 10"83       | 17 maggio 2024 Kōbe, Giappone  | Campionati mondiali paralimpici 2024 |

### La stagione

#### T46-47
Prima di questa gara, gli atleti con le migliori tre prestazioni T46-47 mondiali dell'anno erano:
| Pos. | Atleta                      | Prestazione | Data e luogo                      |
| ---- | --------------------------- | ----------- | --------------------------------- |
| 1    | Petrúcio Ferreira Brasile   | 10"72       | 16 marzo 2024 San Paolo, Brasile  |
| 2    | Washington Junior Brasile   | 10"76       | 18 aprile 2024 San Paolo, Brasile |
| 3    | Lucas Sousa Pereira Brasile | 10"77       | 18 aprile 2024 San Paolo, Brasile |

#### T45
Prima di questa gara, gli atleti con le migliori tre prestazioni T45 mondiali dell'anno erano:
| Pos. | Atleta                             | Prestazione | Data e luogo                        |
| ---- | ---------------------------------- | ----------- | ----------------------------------- |
| 1    | Rayven Sample Stati Uniti          | 11"44       | 20 luglio 2024 Miramar, Stati Uniti |
| 2    | Yuya Sambongi Giappone             | 11"53       | 2 giugno 2024 Tottori, Giappone     |
| 3    | Raul Antonio Perez Giron Guatemala | 13"68       | 31 maggio 2024 Tempe, Stati Uniti   |

## Risultati

### Batterie
Le batterie si sono corse a partire dalle 12:57 del 30 agosto. I primi 3 di ogni batteria (Q) e i 2 tempi migliori tra gli esclusi (q) si qualificano alla finale.

#### Batteria 1
| Posizione | Corsia | Atleta                                | Nazionalità     | Tempo | Note                          |
| --------- | ------ | ------------------------------------- | --------------- | ----- | ----------------------------- |
| 1         | 9      | Aymane El Haddaoui (T47)              | Marocco         | 10"69 | Q                             |
| 2         | 1      | Raciel Gonzalez Isidoria (T46)        | Cuba            | 10"74 | Q                             |
| 3         | 7      | Kudakwashe Paidamoyo Chigwedere (T47) | Zimbabwe        | 10"78 | Q                             |
| 4         | 6      | Washington Junior (T47)               | Brasile         | 10"83 | q                             |
| 5         | 4      | Lucas Sousa Pereira (T46)             | Brasile         | 10"84 | q                             |
| 6         | 3      | Phil Grolla (T47)                     | Germania        | 10"94 |                               |
| 7         | 5      | Luis Andres Vasquez Segura (T47)      | Rep. Dominicana | 11"09 | Miglior prestazione personale |
| 8         | 8      | Rayven Sample (T45)                   | Stati Uniti     | 11"56 |                               |
| 9         | 2      | Jutomu Kollie (T46)                   | Liberia         | 12"81 | Miglior prestazione personale |

| Posizione | Corsia | Atleta                               | Nazionalità | Tempo | Note                                     |
| --------- | ------ | ------------------------------------ | ----------- | ----- | ---------------------------------------- |
| 1         | 7      | Korban Best (T47)                    | Stati Uniti | 10"78 | Q =                                      |
| 2         | 6      | Petrúcio Ferreira (T47)              | Brasile     | 10"90 | (.981) Q                                 |
| 3         | 5      | Wang Hao (T46)                       | Cina        | 10"90 | (.985) Q                                 |
| 4         | 4      | Michal Derus (T47)                   | Polonia     | 10"92 |                                          |
| 5         | 1      | Fayssal Atchiba (T46)                | Benin       | 11"24 | Miglior prestazione personale            |
| 6         | 8      | Luis Fernando Lara Rodallega (T46)   | Colombia    | 11"32 | =                                        |
| 7         | 9      | Yamoussa Sylla (T47)                 | Guinea      | 12"11 |                                          |
| 8         | 2      | Davy Rendhel Moukagni Moukagni (T46) | Gabon       | 12"90 | Miglior prestazione personale stagionale |
| -         | 3      | Ayoub Sadni (T47)                    | Marocco     | dq    | [ 2 ]                                    |

### Finale
La finale si è corsa alle 19:29 del 30 agosto.
| Posizione | Corsia | Atleta                                | Nazionalità | Tempo | Note                                     |
| --------- | ------ | ------------------------------------- | ----------- | ----- | ---------------------------------------- |
| Oro       | 6      | Petrúcio Ferreira (T47)               | Brasile     | 10"68 | Miglior prestazione personale stagionale |
| Argento   | 4      | Korban Best (T47)                     | Stati Uniti | 10"75 | Miglior prestazione personale            |
| Bronzo    | 5      | Aymane El Haddaoui (T47)              | Marocco     | 10"78 |                                          |
| 4         | 3      | Wang Hao (T46)                        | Cina        | 10"81 | Miglior prestazione personale stagionale |
| 5         | 9      | Washington Junior (T47)               | Brasile     | 10"86 |                                          |
| 6         | 7      | Raciel Gonzalez Isidoria (T46)        | Cuba        | 10"93 | (.921)                                   |
| 6         | 2      | Lucas Sousa Pereira (T46)             | Brasile     | 10"93 | (.921)                                   |
| 8         | 8      | Kudakwashe Paidamoyo Chigwedere (T47) | Zimbabwe    | 10"95 |                                          |